# Halowe Mistrzostwa Świata w Lekkoatletyce 1987 – skok wzwyż kobiet
Skok wzwyż kobiet – jedna z konkurencji technicznych rozgrywanych podczas halowych mistrzostw świata w hali Hoosier Dome w Indianapolis. Rozegrano od razu finał 8 marca 1987. Zwyciężyła reprezentantka Bułgarii Stefka Kostadinowa, która tym samym obroniła tytuł zdobyty na światowych igrzyskach halowych w 1985. Ustanowiła podczas zawodów halowy rekord świata z wynikiem 2,05 m.

## Rezultaty

### Finał
Wystartowało 13 skoczkiń.

Opracowano na podstawie materiału źródłowego.
| Miejsce | Zawodniczka        | Wynik | Uwagi             |
| ------- | ------------------ | ----- | ----------------- |
| 1       | Stefka Kostadinowa | 2,05  | [ 1 ] [ 2 ] [ 3 ] |
| 2       | Susanne Beyer      | 2,02  | [ 2 ] [ 3 ]       |
| 3       | Emilija Dragiewa   | 2,00  | [ 2 ]             |
| 4       | Tamara Bykowa      | 1,94  |                   |
| 5       | Diana Davies       | 1,91  |                   |
| 6       | Heike Redetzky     | 1,91  |                   |
| 7       | Katrena Johnson    | 1,91  | =                 |
| 8       | Olga Turczak       | 1,91  |                   |
| 9       | Rita Graves        | 1,88  |                   |
| 9       | Katalin Sterk      | 1,88  |                   |
| 11      | Urszula Kielan     | 1,85  |                   |
| 11      | Megumi Sato        | 1,85  |                   |
| 13      | Elżbieta Trylińska | 1,80  |                   |
| –       | Debbie Brill       | DNS   |                   |